# Sudburyite
La sudburyite est un minéral de la classe des sulfures, qui appartient au groupe de la nickéline. Elle porte le nom du district de Sudbury, en Ontario (Canada), où se trouve sa localité type.

## Caractéristiques
La sudburyite est un antimoniure de palladium et de nickel de formule chimique (Pd,Ni)Sb. Elle a été approuvée comme espèce valide par l'Association internationale de minéralogie en 1973 et a été publiée pour la première fois un an plus tard. Elle cristallise dans le système hexagonal. Sa dureté sur l'échelle de Mohs est de 4,5.

## Classification
Selon la classification de Nickel-Strunz, la sudburyite appartient à « 02.C - Sulfures métalliques, M:S = 1:1 (et similaires), avec Ni, Fe, Co, PGE, etc. » avec les minéraux suivants : achavalite, braggite, breithauptite, chérépanovite, coopérite fréboldite, hexatestibiopanickélite, jaipurite, kotulskite, langisite, mackinawite, mäkinenite, millérite, modderite, nickéline, pyrrhotite, ruthénarsénite, sederholmite, smithite, sobolevskite, stumpflite, troïlite, vavrinite, vysotskite, westerveldite, et zlatogorite.

## Formation et gisements
Elle a été découverte dans la mine Copper Cliff South, municipalité de Snider, dans le district de Sudbury (Ontario, Canada). Bien qu'il s'agisse d'une espèce inhabituelle, elle a été décrite sur tous les continents de la planète à l'exception de l'Antarctique.